# Buitencentrum Drents-Friese Wold

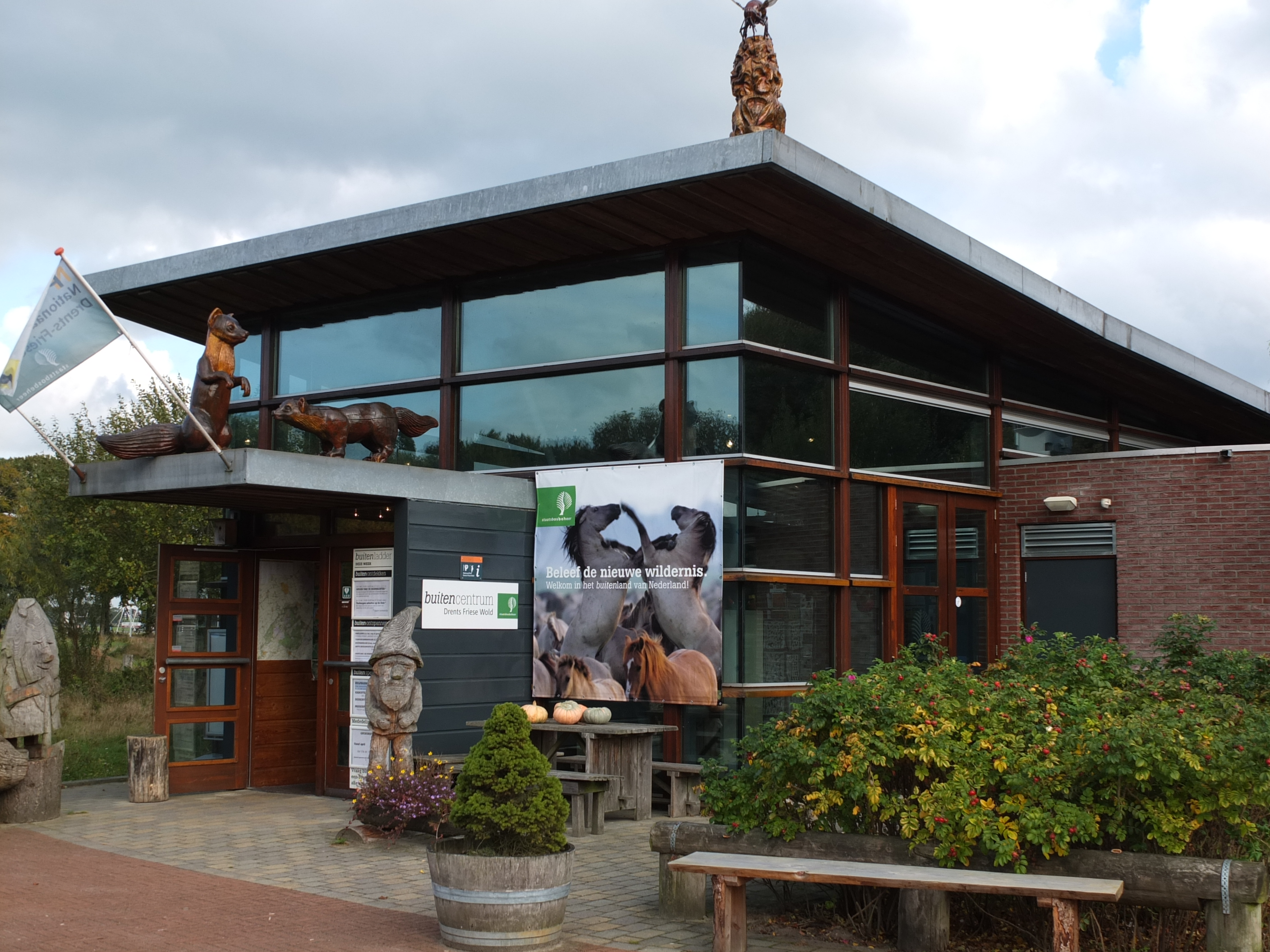
Bezoekerscentrum Drents-Friese Wold.

Buitencentrum Drents-Friese Wold is een bezoekerscentrum van Staatsbosbeheer bij Terwisscha (langs de N381 bij Appelscha) in Friesland. Het ligt in het Nationaal Park Drents-Friese Wold en is bereikbaar per fiets en auto. Je vindt er tentoonstellingen en het is het startpunt voor activiteiten en wandelroutes voor je dagje uit in het Drents-Friese Wold.
In het buitencentrum Drents-Friese Wold is informatie te vinden over de (plaatselijke) natuur zoals de planten en dieren in het natuurgebied. Via visuele middelen, zoals een film, leert men over de plaatselijke planten, zoals bos en heide en dieren.
Bij het buitencentrum is een speelbos voor kinderen gelegen. Van hieruit beginnen ook diverse wandel- en fietsroutes.
De Boswachter van dit gebied is Lysander van Oossanen en hij vertelt je er graag over.